# CREB-1
CREB (genauer: CREB-1) steht für englisch cAMP response element-binding protein. Es ist ein gut untersuchter Transkriptionsfaktor.

## Rolle in der Zelle
CREB besitzt eine sogenannte bZIP-Domäne, mit welcher er ein Homodimer bildet, das heißt, er bindet an sich selbst und formt so eine Gabelstruktur. Diese kann spezifisch an das cAMP Response Element-Sequenz (CRE) binden; dies sind spezifische Nukleotid-Sequenzen im Promotor von bestimmten Genen. Die Bindung bewirkt eine verstärkte Transkription dieses Gens. Das Dimer entsteht jedoch erst nach Phosphorylierung von CREB durch eine Proteinkinase. CREB bildet somit einen Endpunkt einer Signaltransduktionskaskade, das heißt, eine Zelle kann durch ein Signal von außen angeregt werden, individuelle Gene zu aktivieren. Als erster Weg zur Aktivierung von CREB wurde hierbei die Signaltransduktion über cAMP und Proteinkinase A unter anderem durch den Nobelpreisträger Eric Kandel beschrieben, welcher für CREB namensgebend war. Inzwischen sind weitere Signaltransduktionskaskaden bekannt, welche ebenfalls CREB phosphorylieren, beispielsweise Extracellular-signal Regulated Kinase (ERK).
Die Aktivierung von Genen über CREB ist in der Tierwelt gut konserviert und kommt auch beim Menschen vor. Sehr viele G-Protein-gekoppelte Rezeptoren reagieren über CREB, beispielsweise der Glucagon-Rezeptor, welcher die Gluconeogenese steuert. CREB beeinflusst auch die Bildung der Langzeiterinnerung in Nervenzellen.

## CREB und Innere Uhr
CREB hat bei einigen Wirbeltieren Einfluss auf den Tagesrhythmus der inneren Uhr.
Mittels CREB kann eine Neusynchronisation über Lichtpulse erfolgen. Lichtreize werden über das Auge aufgenommen und über den Tractus retinohypothalamicus zu Neuronen in den Nucleus suprachiasmaticus geleitet. Die Aktionspotentiale werden dort final über den Neurotransmitter Glutamat oder PACAP in neurochemische Signale transformiert und öffnen in den Zellen des Nucleus suprachiasmaticus Calcium-Kanäle. Der Calcium-Influx aktiviert bestimmte Kinasen, welche CREB phosphorylieren. CREB bindet an die CRE-Box von period1, einem essentiellen Bestandteil des Oszillators und kann durch die neu dazu gewonnenen Phosphatgruppen mit Co-Aktivatoren interagieren. Dies führt zu einer Verstärkung der per1-Expression. Phasenverschiebungen und ergo Neusynchronisation können daraus resultieren.